# 柏林信义会住宅
36°04′34.2″N 120°19′20.2″E / 36.076167°N 120.322278°E
柏林信义会住宅旧址，又称柏林传教会住宅旧址、柏林传教会旧址、柏林信义会旧址，为中国山东省青岛市市北区城阳路5号的一座旧教会建筑，建于1899年-1900年，后曾为信义会医院、青岛市中医院，现为青岛市立医院二分部。现为市北区不可移动文物。

## 历史

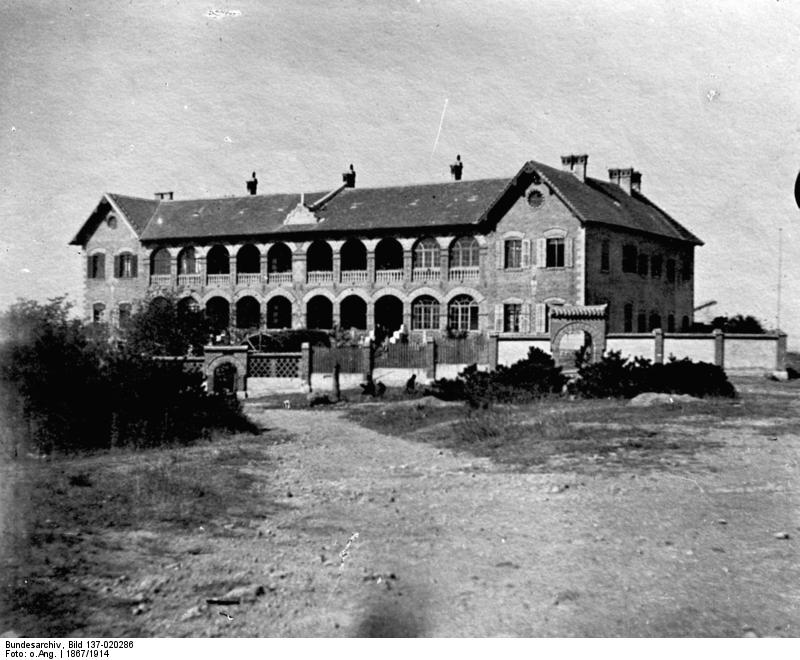
柏林信义会住宅原貌

1897年德国海军占领青岛后，柏林传教会（信义会）传教士昆祚（Adolf Kunze）与寇勒克（Kolleker）于1898年4月15日从广东到达青岛，负责在青岛地区传教的先期准备，后者不久后回到广东。12月24日，信义会传教士和士谦（Johannes Voskamp）与卢威廉（Wilhelm Lutschewitz）到达青岛。1899年4月，胶澳总督府将大鲍岛东山上的两块相邻的土地无偿拨付给信义会与魏玛传教会（同善会），之后信义会便在该地块开始建设传教士住宅，住宅楼由昆祚设计，原计划入冬前完工，但由于来自德国的工程负责人对青岛气候条件毫无了解及瘟疫导致的工人短缺及建筑材料匮乏，该楼直至1900年才竣工。
与此同时，昆祚设计的设有500个座位的大鲍岛信义会教堂于1899年9月2日开工，并于1901年1月2日投入使用，为信义会在青岛建设的第一座教堂。1900年，昆祚在台东镇主持建设了第二座教堂（今东镇路德堂的前身）。1904年，昆祚在市郊的李村建设了李村信义会教堂，之后又先后在即墨、胶州建设教堂。
1914年日本占领青岛后，该建筑被日本当局没收。1922年北洋政府收回青岛后逐步归还德国教会产业，但由于战后德国恶性通货膨胀，教会财力不支，无暇东顾，柏林信义会于1925年将财产卖给美国信义会。同年，美国信义会设立鲁东信义会，总部设于原柏林信义会住宅内。1929年1月1日，传教士安保罗在原柏林信义会住宅开办信义会医院。医院最初仅有10张病床，之后扩充至25张，至1936年又扩充至70张。1932年7月，该医院设立信义高级护士学校，有学员32人，至1940年有7届学员毕业。1941年12月太平洋战争爆发后，信义会医院被日军关闭，美籍传教士及医护人员被押往潍县集中营，柏林信义会住宅旧址改为日本同仁会医院（设于原青岛督署医院址，今江苏路青岛大学附属医院）的宿舍（一说改为东亚医科学院宿舍）。1945年日本投降后，鲁东信义会恢复。1946年5月，信义会医院和护士学校在此恢复。1947年，信义高级护士学校改名为私立信义高级职业学校。
1949年中国人民解放军进驻青岛后，鲁东信义会与美国信义会脱离关系，之后参与三自运动，并与其他教会合并。1951年12月13日，信义会医院青岛市人民政府接管并改名为青岛医院，1958年3月迁往沧口升平路，改名青岛市沧口医院（现青岛市第三人民医院）。私立信义高级职业学校并入青岛八中。1962年9月26日，青岛市中医院由博山路3号原青岛天主堂医院址迁至该建筑内。1999年，青岛市中医院与青岛市第二人民医院合并为青岛市海慈医院，迁至人民路原第二人民医院址。包括柏林信义会住宅旧址在内的城阳路院址于2000年移交给青岛市立医院，改为市立医院二分部。2000年，该建筑以“柏林信义会旧址”之名列入第一批青岛市历史优秀建筑名单。2013年1月10日，该建筑列入市北区第三次全国文物普查新发现的不可移动文物名录。

## 建筑特色
该建筑占地面积9332平方米，建筑面积1985平方米，平面呈“凹”字形，砖木结构，楼高二层，设有阁楼和地下室。正立面呈中轴对称布局，墙面最初为中式灰砖墙面（现已涂刷为黄色墙面），立面中央为两层敞廊，以10个砖砌圆券支撑，圆券下为中式小瓦叠合而成的花墙，一楼设有两个入口。立面两侧起三角山墙，墙角以花岗岩隅石装饰。屋顶为坡屋顶，出檐较深，中轴处起山花装饰，山花顶部原有一十字架。楼体北侧设有两处外楼梯。
由于设计者昆祚曾在广东生活近十年，整个建筑风格带有殖民地建筑风格的深刻影响，细部和建筑材料又像其他殖民地建筑一样带有中式建筑的元素。